# Brian McClair
Brian John McClair (Bellshill, Escocia, 8 de diciembre de 1963) es un exfutbolista escocés, se desempeñaba como centrocampista o mediapunta y su época de mayor esplendor llegó jugando para el Manchester United, donde jugó 11 años seguidos. Tenía el apodo de "Choccy", un apodo derivado de la marca de un chocolate.

## Biografía

### Inicios
McClair se inició en las categorías inferiores del Aston Villa ya que de niño se mudó de Escocia a Inglaterra, fue incluido en el primer equipo en 1980, pero únicamente estuvo una temporada en el club, tras ni siquiera debutar, McClair retornó a Escocia para jugar en el Motherwell FC.

### Etapa en Escocia
Tras dos temporadas en el Motherwell FC, McClair llegó a uno de los dos grandes de Escocia, el Celtic FC. En el club de Glasgow, McClair permaneció 4 temporadas, entre 1983 y 1987. Durante su etapa en el Celtic, McClair ganó numerosos campeonatos, incluido el de Futbolista del año en Escocia, además de trofeos a nivel de club.

### Manchester United
En julio de 1987, McClair llegó al Manchester United a cambio de dos millones de libras. McClair estuvo en el conjunto de los Red Devil entre 1987 y 1998, años en los que se convirtió en un ídolo del club.

## Selección nacional
McClair hizo su debut con Escocia en noviembre de 1986 en la victoria de su selección 3-0 ante Luxemburgo. Participó en las eliminatorias para la Euro de 1988 (donde su selección no clasificó), e hizo 5 apariciones para Escocia en las eliminatorias para la Copa Mundial de 1990, aunque su selección clasificó, McClair no logró formar parte del equipo de 22 jugadores del mánager Andy Roxburgh. A pesar de su omisión del equipo de la Copa Mundial, McClair continuó representando regularmente a Escocia y representó a su país en la Eurocopa de 1992, donde marcó su primer gol internacional en una victoria 3-0 sobre CEI (anteriormente URSS). Su última aparición en selección llegó en junio de 1993, donde marcó el primer gol para Escocia en una victoria por 3-1 sobre Estonia en Pittodrie.

## Clubes
| Club              | País       | Año         | Partidos | Goles |
| Aston Villa FC    | Inglaterra | 1980 - 1981 | 0        | 0     |
| Motherwell FC     | Escocia    | 1981 - 1983 | 40       | 15    |
| Celtic FC         | Escocia    | 1983 - 1987 | 145      | 99    |
| Manchester United | Inglaterra | 1987 - 1998 | 355      | 88    |
| Motherwell FC     | Escocia    | 1998        | 11       | 0     |

## Palmarés y distinciones

### Como jugador

#### Títulos nacionales
| Título                    | Equipo                  | Año     |
| ------------------------- | ----------------------- | ------- |
| Copa de Escocia           | Celtic F. C.            | 1984-85 |
| Scottish Premier Division | Celtic F. C.            | 1985-86 |
| FA Cup                    | Manchester United F. C. | 1989-90 |
| Charity Shield            | Manchester United F. C. | 1990    |
| Copa de la Liga           | Manchester United F. C. | 1991-92 |
| Premier League            | Manchester United F. C. | 1992-93 |
| Charity Shield            | Manchester United F. C. | 1993    |
| Premier League            | Manchester United F. C. | 1993-94 |
| FA Cup                    | Manchester United F. C. | 1993-94 |
| Charity Shield            | Manchester United F. C. | 1994    |
| Premier League            | Manchester United F. C. | 1995-96 |
| Charity Shield            | Manchester United F. C. | 1996    |
| Premier League            | Manchester United F. C. | 1996-97 |
| Charity Shield            | Manchester United F. C. | 1997    |

#### Títulos internacionales
| Título                              | Equipo                  | Año     |
| ----------------------------------- | ----------------------- | ------- |
| Copa de Europa de Campeones de Copa | Manchester United F. C. | 1990-91 |
| Supercopa de Europa                 | Manchester United F. C. | 1991    |

#### Distinciones individuales
| Distinción                                      | Año        |
| ----------------------------------------------- | ---------- |
| Máximo goleador de la Scottish Premier Division | 1984, 1987 |
| Máximo goleador de la Scottish Premier Division | 1984, 1987 |
| Tercero en la Bota de oro 1986-87               | 1987       |
| Futbolista del año en Escocia (SPFA)            | 1987       |
| Futbolista del año de la SFWA                   | 1987       |

### Como entrenador

#### Títulos nacionales
| Título                       | Equipo                     | Año     |
| ---------------------------- | -------------------------- | ------- |
| Premier Reserve League North | Manchester United Reserves | 2001-02 |